# Bernt Holmboe
Bernt Holmboe   (Vang, 23 de març de 1795 - Christiania, 28 de març de 1850) fou un matemàtic noruec, professor de Niels Abel.

## Vida i Obra
Fill i net de predicadors protestants, va estudiar a l'escola catedralícia de Cristiania (avui Oslo). Després de ser assistent del professor de la universitat Christopher Hansteen, el 1818 és nomenat professor a l'escola catedralícia, on tindrà com alumne més brillant Niels Abel.
El 1820, en morir el pare d'Abel, li aconsegueix recursos perquè pugui continuar estudis a la universitat. S'estableix entre ells una forta amistat.
El 1828 passa a ser professor lector de la universitat de Cristiania i catedràtic de matemàtiques pures el 1834, càrrec que manté fins a la seva mort.
Holmboe serà qui redactarà l'obituari del seu amic Abel, mort el 1829, i s'encarregarà de la publicació i edició de les seves obres completes (Oslo, 1839).
També va publicar un llibre de càlcul avançat sota el títol de Lærebog i den höiere Mathematik (Llibre de text de matemàtiques superiors) (Oslo, 1849).
És un dels personatges secundaris que apareix a la novel·la El teorema del lloro.